# Paralelo 43 S
O Paralelo 43 S é um paralelo no 43° grau a sul do plano equatorial terrestre.
Começando pelo Meridiano de Greenwich e tomando a direção leste, o paralelo 43° Sul passa por:
| País, território ou mar | Notas           |
| ----------------------- | --------------- |
| Oceano Atlântico        |                 |
| Oceano Índico           |                 |
| Austrália               | Tasmânia        |
| Oceano Pacífico         | Mar da Tasmânia |
| Nova Zelândia           | Ilha Sul        |
| Oceano Pacífico         |                 |
| Chile                   | Ilha Chiloé     |
| Golfo de Corcovado      |                 |
| Chile                   |                 |
| Argentina               |                 |
| Oceano Atlântico        |                 |